# Monsieur d'Orléans
Titre
Héritier présomptif
des trônes de France et de Navarre
14 mai 1610 – 17 novembre 1611
(1 an, 6 mois et 3 jours)
Monsieur d’Orléans (1607-1611), appelé à tort Nicolas ou Nicolas-Henri dans certains ouvrages, fils de France et duc d'Orléans, né le 13 avril 1607 au château royal de Fontainebleau et mort le 17 novembre 1611 au château de Saint-Germain-en-Laye, est un prince français, membre de la maison de Bourbon. Deuxième fils du roi Henri IV et de la reine Marie de Médicis, ce duc d’Orléans a été brièvement héritier présomptif des trônes de France et de Navarre, entre la mort de son père et la sienne, sous le règne de Louis XIII.

## Biographie
Ce prince, titré duc d’Orléans, est le quatrième enfant du roi Henri IV de France (1553-1610) et de Marie de Médicis (1575-1642), née princesse de Toscane. Il naît, comme le reste de la fratrie royale, dans la chambre Ovale (plus tard dite « salon Louis-XIII ») du château royal de Fontainebleau le 13 avril 1607,.

### Un prince sans nom
La tradition veut déjà au début du XVIIe siècle que le deuxième fils du roi reçoive l’Orléanais en apanage, le troisième fils l’Anjou ; cependant la chose ne s’est pas faite naturellement avec les fils d'Henri IV. Malherbe indique que le roi finit par accepter de lui conférer le nom de « Monsieur d'Orléans », mais « titulairement et non autrement ».
Cet usage est bien commode, car il permet de désigner les jeunes princes tant qu’ils n’ont pas reçu le baptême entier, mais qu'ils ont seulement été ondoyés. En effet, la coutume voulait, dans la famille royale de France, que l’on attende jusqu’au baptême solennel pour leur attribuer un prénom. Ce fut ainsi le cas du futur Louis XIII, qui ne recevra son prénom qu'en 1606, comme le rapporte Pierre de L'Estoile.
Le petit duc d’Orléans, deuxième fils du couple royal, étant mort avant la cérémonie solennelle, il ne fut pas nommé, comme l'atteste son acte de décès conservé dans les registres paroissiaux de Saint-Germain-en-Laye.
D'autre part, aucune source contemporaine ne donne de prénom à ce petit duc d'Orléans. Ainsi le Mercure François signale-t-il simplement que « Le Lundy d’après Pasques seiziesme iour d’Avril, la Royne accoucha à Fontaine-bleau d’un fils, que l’on nomma Duc d’Orleans. ».
L'un de ses médecins, Rodolphe Le Maistre, ne l'appelle jamais que « Monseigneur d’Orléans » dans le récit qu'il fait de sa dernière maladie. Enfin, le médecin du jeune Louis XIII, Jean Héroard, dans son fameux Journal, ne fait mention, lui non plus, d'aucun prénom.
Le père Anselme, célèbre généalogiste augustin, confirme que ce prince éphémère n'a pas été nommé :

« N… de France, Duc d’Orléans, né à Fontainebleau le 16. Avril 1607, entre dix & onze heures du soir, mourut sans être nommé à S. Germain en Laye le 17. Novembre 1611, d’une fièvre letargique, fort regretté. »

Cependant, depuis la seconde moitié du XVIIe siècle, certains ouvrages ont transformé ce « N… », qui signifie non nommé, en Nicolas. Cette erreur mineure, mais récurrente, a été relevée par plusieurs historiens, comme Georges Lacour-Gayet ainsi qu'Eudore Soulié et Édouard de Barthélemy.
Parmi les historiens actuels, Philippe Delorme et Philippe de Montjouvent remettent eux aussi en cause l'utilisation du prénom Nicolas, indiquant que les biographes auraient diffusé cette erreur en se recopiant les uns les autres.
Le prénom de Nicolas se retrouve néanmoins encore dans des ouvrages récents, notamment chez Michel Carmona, Marie de Médicis, et Jean-Pierre Babelon, Henri IV, 2009.

### Un enfant chétif
D’après Louis Batiffol, biographe de Marie de Médicis, qui s’appuie sur les récits de l’époque, l’enfant est malingre, chétif, « doué d’une tête énorme sur un corps de squelette, il [a] souffert dès ses premiers jours. […] Il avait traîné, constamment souffrant ». À sa mort en 1611, « on lui ouvrit le crâne, “il avoit le cerveau rempli de catarrhes et tout gâté, plein d’eau noire et le cervelet s’esmioit aux doigts en le maniant” ».

### «Une si belle âme»
Pour finir, évoquons le récit de Tristan L’Hermite, qui, ayant vécu en compagnie des enfants de France, nous permet de faire connaissance d’une toute autre façon de cet enfant. Dans Le Page disgracié, il raconte la vivacité d’esprit du petit duc, qui n’est pas seulement l’enfant malingre et souffrant que décrit Louis Batiffol. Réputé pour son talent de conteur, Tristan L’Hermite, encore enfant, racontait fréquemment des histoires aux enfants, et notamment au duc d’Orléans. Mais auparavant, il en fait un portrait des plus flatteurs : 

« Ce jeune soleil entre nos princes n’avait pas encore atteint un lustre, et donnait de si grandes espérances de ses divines qualités, que c’était une merveille incomparable. Il était extrêmement beau de visage, mais il était encore plus avantagé pour l’esprit et le jugement, et disait presque toujours des choses si raisonnables et si sensées qu’il ravissait en admiration tout ce qui était près de lui. […]
 Je remarquerai seulement ici un trait enfantin de son naturel enclin à la miséricorde. Un soir qu’il avait quelque petite indisposition, sa gouvernante, dame sage et prudente, et qui rendit son nom célèbre par sa vertu, s’avisa de m’envoyer quérir pour le divertir quelques heures avec mes histoires fabuleuses ; […] j’eu recours aux fables d’Ésope […] sa santé demandant qu’il demeurât quelque jour en repos, j’eu l’honneur de l’entretenir plusieurs fois […] Je vins à lui conter une certaine aventure d’un loup et d’un agneau qui buvaient ensemble au courant d’une fontaine. »

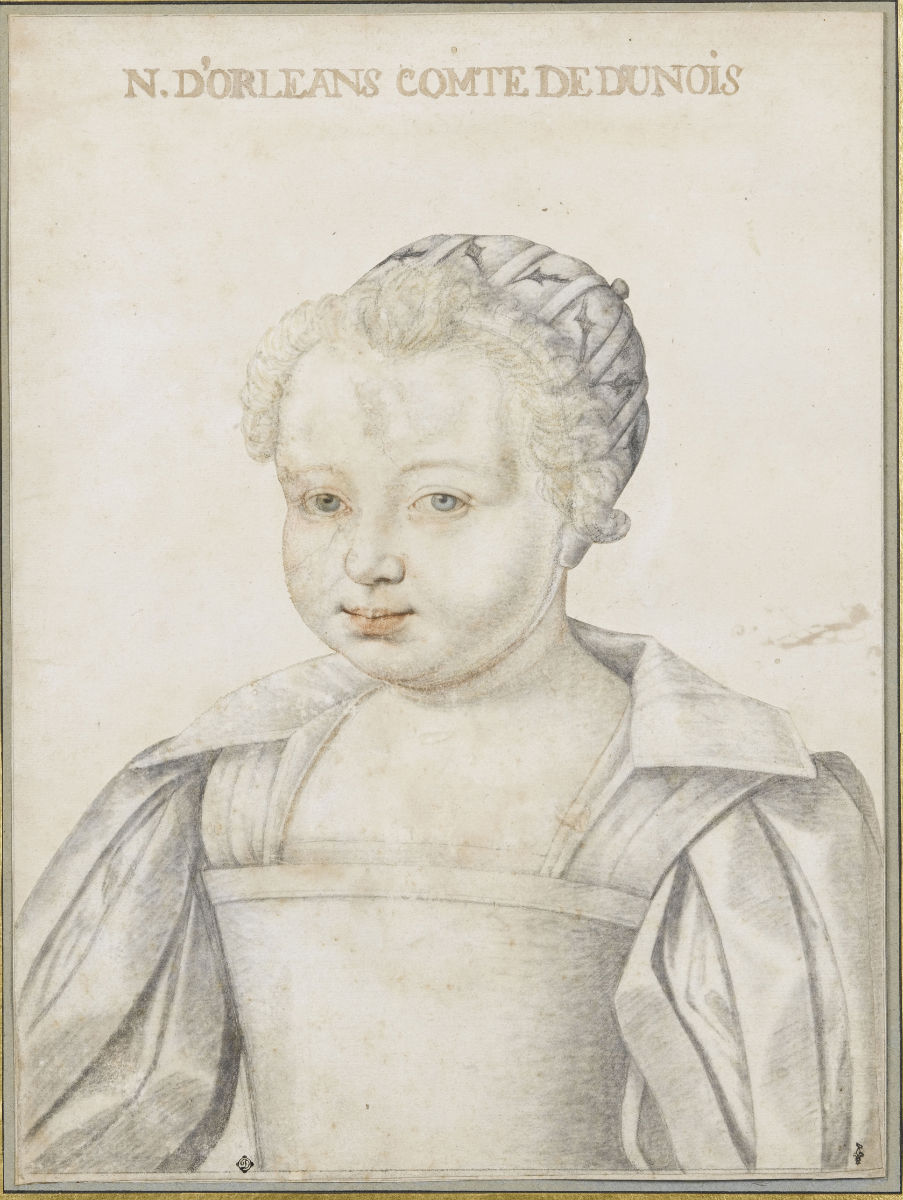
N. d’Orléans, comte de Dunois par Daniel Dumonstier.

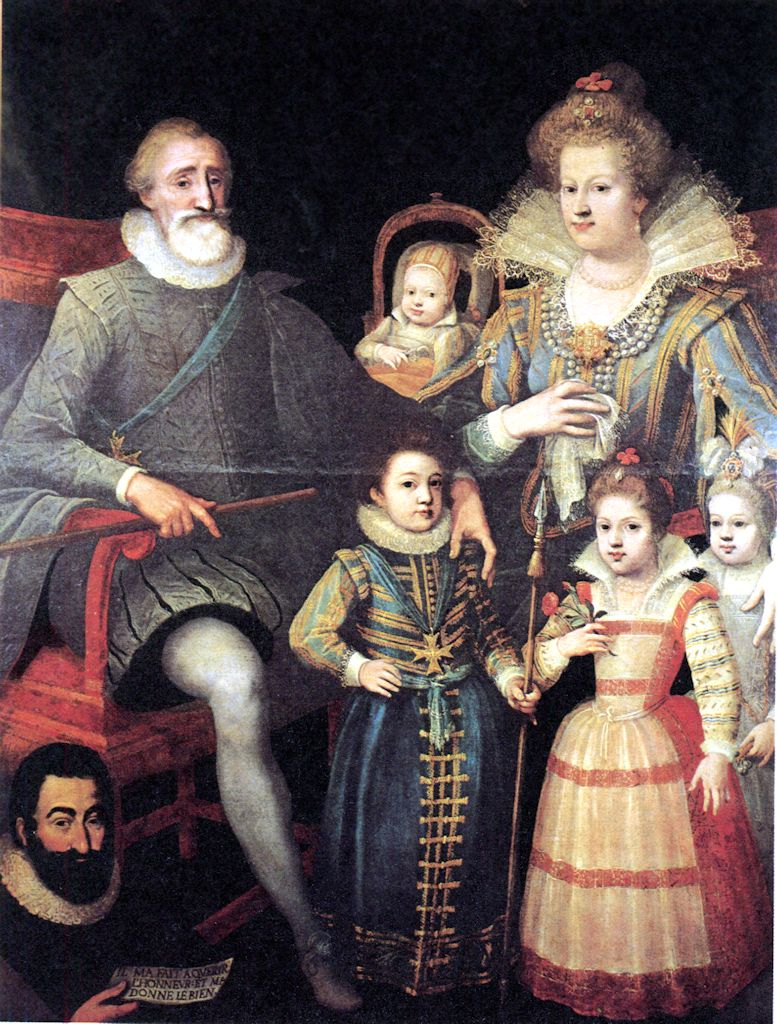
La famille royale après la naissance du prince, par Frans Pourbus le Jeune.

Suit le récit de cette fable bien connue, comment le loup accuse l’agneau d’une certaine faute :

« Comme l’agneau repartit que cela ne pouvait être lui, puisqu’il était né que depuis deux mois. Là-dessus, ce jeune prince, voyant où tendait la chose, tira vivement ses petits bras hors de son lit, et me cria d’une voix craintive, ayant presque les larmes aux yeux : “A ! petit page, je vois bien que vous allez dire que le loup mangea l’agneau. Je vous prie de dire qu’il ne le mangea pas”. Ce trait de pitié fut exprimé si tendrement et d’une façon si fort agréable qu’il ravit en admiration toutes les personnes qui l’observèrent, et pour moi, j’en fus si sensiblement touché que cette considération me fit changer sur-le-champ la fin de ma fable au gré des sentiments de cette petite merveille. […]
 Cette divine fleur [le prince] ne fut pas de ces fleurs qu’on nomme éternelles, ce fut un lis qui ne dura guère de matins. La terre la rendit au Ciel, avant qu’elle l’eût gardé plus d’un lustre. Et l’Europe perdit par sa mort de grandes espérances et de grandes craintes. Les plus excellents médecins furent appelés à sa maladie ; et comme ceux de cette profession ne s’accordent jamais guère en leurs jugements, ils donnèrent différents avis sur la manière de le traiter durant son mal, et ne cessèrent pas leur dispute après qu’il eut cessé de vivre. Cependant ils furent tous contraints d’avouer qu’il y avait quelque mauvais principe en la constitution du corps de ce jeune prince, qui l’empêchait de retenir plus longtemps sa belle âme, qui fit connaître, peu devant que d’aller là-haut, qu’elle était toute lumineuse. Toute la cour en prit le deuil. »

## Titres et honneurs

### Titulature
- 13 avril 1607 - 17 novembre 1611 : Son Altesse Royale le duc d’Orléans, fils de France

Le prince est titré duc d’Orléans, et en tant que fils cadet d’un roi de France, il reçoit à la naissance l’appellation de fils de France. À partir du XVIIe siècle, le prédicat d’altesse royale est utilisé pour qualifier les fils de France, même si usuellement, ils sont appelés Monsieur suivi de leur apanage.

### Armes
| Armes | Blasonnement : D’azur aux trois lys d’or au lambel d’argent d’Orléans. L’écu est surmonté d’une couronne princière française et entouré des colliers des ordres du Saint-Esprit et de Saint-Michel. |

### Honneurs
- Collier de l’ordre du Saint-Esprit
- Collier de l’ordre de Saint-Michel

L’édit de Henri IV du 22 avril 1607 permet aux fils de France de recevoir le collier et le cordon du Saint-Esprit une fois ondoyés. Aussi, depuis la naissance de Louis, dauphin de France (futur Louis XIII) en 1601, le collier de Saint-Michel est remis à l’occasion du baptême des fils de France.